# Knauf

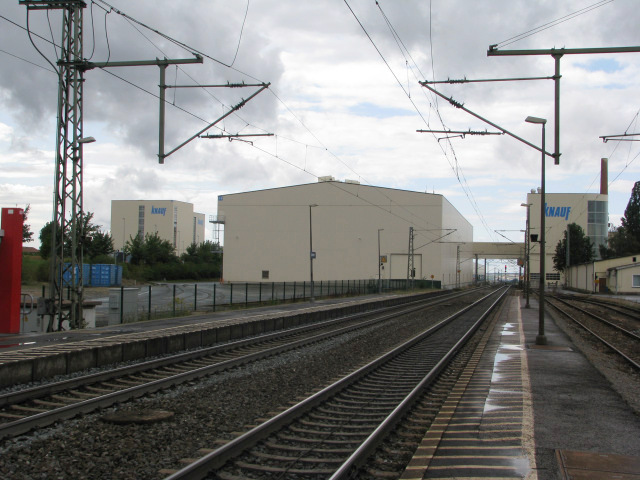

Knauf – producent materiałów budowlanych z siedzibą w Iphofen w Niemczech.

## Historia
Historia Grupy Knauf sięga 1932 roku, gdy dwaj bracia – Karl Knauf i Alfons Knauf utworzyli przedsiębiorstwo Gebrüder Knauf, specjalizujące się w wydobyciu i przetwórstwie gipsu. Wkrótce obszar zakresu jego działalności poszerzył się o produkcję materiałów budowlanych znajdujących zastosowanie w systemach suchej zabudowy, a także izolacji – styropianu budowlanego i wełny mineralnej.

## Knauf Industries
Pion Knauf Industries został wyodrębniony z Grupy Knauf w 1986 roku, jako przedsiębiorstwo wyspecjalizowane w produkcji opakowań, kształtek, jak również komponentów ze spienionych tworzyw sztucznych dla różnorodnych branż. Zajmuje się przetwórstwem polistyrenu spienionego. Specjalizuje się w produkcji części formowanych ze spienionego polistyrenu (EPS) oraz spienionego polipropylenu (EPP). Knauf Industries dysponuje również technologiami: ekstruzji, wtrysku termoplastycznego, termoformowania oraz lost foam. W skład portfolio firmy wchodzą m.in. płyty izolacyjne dla budownictwa, opakowania i kształtki techniczne oraz elementy plastikowe dla różnych branż przemysłowych. W 2015 roku firma Knauf Industries dokonała przejęcia francuskiej firmy Isobox Isolation. Po połączeniu struktur organizacyjnych Knauf Industries posiada na całym świecie 41 zakładów produkcyjnych, w których zatrudnionych jest prawie 2000 pracowników. Firma działa na terenie Europy, Ameryki Południowej i Afryki.
Ze względu na profil produkcji firma operuje w kilku segmentach rynku, z których największą rolę odgrywa sektor samochodowy i budowlany oraz branże: spożywcza, AGD, RTV i HVAC.

## Knauf w Polsce
Firma Knauf Industries rozpoczęła swoją działalność w Polsce w 1998 roku jako Knauf Pack Sp. z o.o. W roku 2005 spółka zmieniła nazwę na Knauf Industries Polska Sp. z o.o. Jej centrala jest zlokalizowana w Adamowicach, w województwie mazowieckim. Przedsiębiorstwo dysponuje dwoma zakładami produkcyjnymi: w Adamowicach i w Nowej Wsi Wrocławskiej, a także Centrum logistycznym w Żyrardowie. W zakładzie w Nowej Wsi Wrocławskiej produkowane są wyroby, a także plastikowe komponenty dla przemysłu samochodowego oraz AGD i RTV. W Adamowicach wytwarzany jest styropian budowlany oraz komponenty z polistyrenu spienionego (EPS) oraz polipropylenu spienionego (EPP) dla różnorodnych branż przemysłowych. W 2015 roku firma zatrudniała 300 osób.
Firma Knauf Industries Polska Sp. z o.o. produkuje płyty z polistyrenu spienionego do izolacji termicznej pod marką Knauf Therm. Portfolio firmy obejmuje takie grupy produktowe jak:
- styropian fasadowy,
- styropian podłogowy,
- styropian na fundament,
- styropian do izolacji dachu[4],
- płyty do ogrzewania podłogowego,
- kleje poliuretanowe,
- piany izolacyjno-montażowe.

Knauf Industries rozwija produkcję dla branży automotive jako dostawca i poddostawca firm TR-1. W sektorze motoryzacyjnym firma prowadzi projekty z zakresu produkcji elementów technicznych produkowanych technologią wtrysku tworzyw sztucznych, wypełnień z polistyrenu (EPS) i polipropylenu (EPP), a także opakowań rotacyjnych do transportu wewnętrznego części samochodowych. W zakres usług projektowych wchodzą również:
- wykonanie pełnej symulacji procesów (raporty FS, DFM, Mold Flows) na bazie modelu CAD,
- opracowanie i koordynacja wykonania narzędzia (Europa, Azja),
- koordynacja przy nanoszeniu tekstur (Standex, Mold Tech),
- wykonanie testów i raportów pomiarowych,
- wykonanie pełnego raportowania według PPAP lub VDA,
- produkcja i serwisowanie form.

Oferta Knauf Industries Polska Sp. z o.o. dla branży AGD/RTV obejmuje projektowanie, produkcję i wdrażanie kompletnych gam produktów takich jak obudowy i elementy plastikowe, kształtki i opakowania ochronne z polistyrenu spienionego.
Produkowane przez firmę Knauf Industries styroboksy i termoboksy z polistyrenu spienionego znajdują zastosowanie w transporcie świeżych artykułów spożywczych takich jak ryby i mięso, a także produktów farmaceutycznych. Wszystkie opakowania izotermiczne posiadają atest PZH i są produkowane zgodnie z wymogami standardów ISO.
W segmencie HVAC Knauf Industries Polska Sp. z o.o. specjalizuje się w projektowaniu i produkcji kształtek technicznych i ochronnych dla sektorów takich jak ogrzewanie, wentylacja i klimatyzacja. Oferta obejmuje pokrywy, obudowy oraz detale konstrukcyjne urządzeń, produkowane z EPS, EPP i plastiku.
W obszarze rozwiązań logistycznych firma Knauf Industries produkuje palety styropianowe z EPS (tracone, „one-way”) i EPP (rotacyjne, wielokrotnego użytku) znajdujące zastosowanie w transporcie lotniczym, a także kształtki do zabezpieczania okien, drzwi oraz mebli i elementów meblowych. Części mogą być wykonywane z linii cięcia lub z formy i posiadać funkcje izotermiczne, antystatyczne lub estetyczne.
Knauf Industries Polska jest członkiem Polskiego Stowarzyszenia Producentów Styropianu, a także była uczestnikiem programu „Gwarantowany Styropian”. W jego ramach w 2013 roku firma, uzyskała Certyfikat Jakości „Gwarantowany Styropian” oraz tytuł „Rzetelnego Producenta”.